# Васко Василев
Васко Петров Василев е български цигулар.

## Биография
Роден е на 14 октомври 1970 г. в София. Още от петгодишен има изпълнения пред публика, на седемгодишна възраст свири като солист на Българския камерен оркестър в Зала България, под диригентството на Дина Шнайдерман, а две години по-късно записва със Софийската филхармония и главния ѝ диригент Константин Илиев първата си дългосвиреща плоча.
На десет години получава Правителствена стипендия и заминава за Москва, където е приет в Централното музикално училище към Московската консерватория (за даровити деца), след което Академията за музикално, танцово и изобразително изкуство (АМТИИ) в град Пловдив. В този период от седем години печели Международните конкурси „Жак Тибо“ в Париж, „Карл Флеш“ в Лондон и „Паганини“ в Италия. 
През 1994 г. става най-младият концертмайстор на оркестъра към Кралската опера – Лондон, с който редовно свири и като солист.  Изпълнява както класически произведения, така и музика с по-модерно звучене. Свири еднакво добре както на класическа цигулка, така и на цигулка, чийто звук се обогатява и усилва с помощта на електронни средства. Свирил е на концерти в 40 страни . Преподавател е в Лондон и Валенсия. Свирил е със световноизвестни изпълнители като Лили Иванова, Майкъл Джаксън, Мадона, Стинг, Пласидо Доминго и други. Свири с цигулка „Амати“, от която в света съществуват само десет екземпляра, на възраст около 305 г.
През 2011 година става съдия в журито на българския X Factor.
През октомври 2016 г. е удостоен с орден „Св. св. Кирил и Методий“ I степен от президента Росен Плевнелиев. При удостояването си Василев заявява: „Аз имам и други награди, но за мене наградата „Кирил и Методий“ – все пак това е българска награда, е най-хубавата.“ 

## Дискография
Васко Василев има издадени дванадесет албума към 2018 г. 
- 1978 – „Васко Василев - цигулка“
- 1987 – „Concours International Marguerite Long Jacques Thibaud. Paris 1987 Violon“
- 2000 – „Пълно потапяне“
- 2001 – „Виртуозо Вивалди“
- 2002 – „Voodoo Violin“
- 2003 – „Love Affair for piano & orchestra“
- 2005 – „Andersen’s Fairytales“
- 2007 – „Free“
- 2010 – „Magic Music“
- 2012 – „Viva Vivaldi“
- 2014 – „Best Of Vasko & Pamela“
- 2018 – „Vasko Vassilev Live“